# Rundschlinge

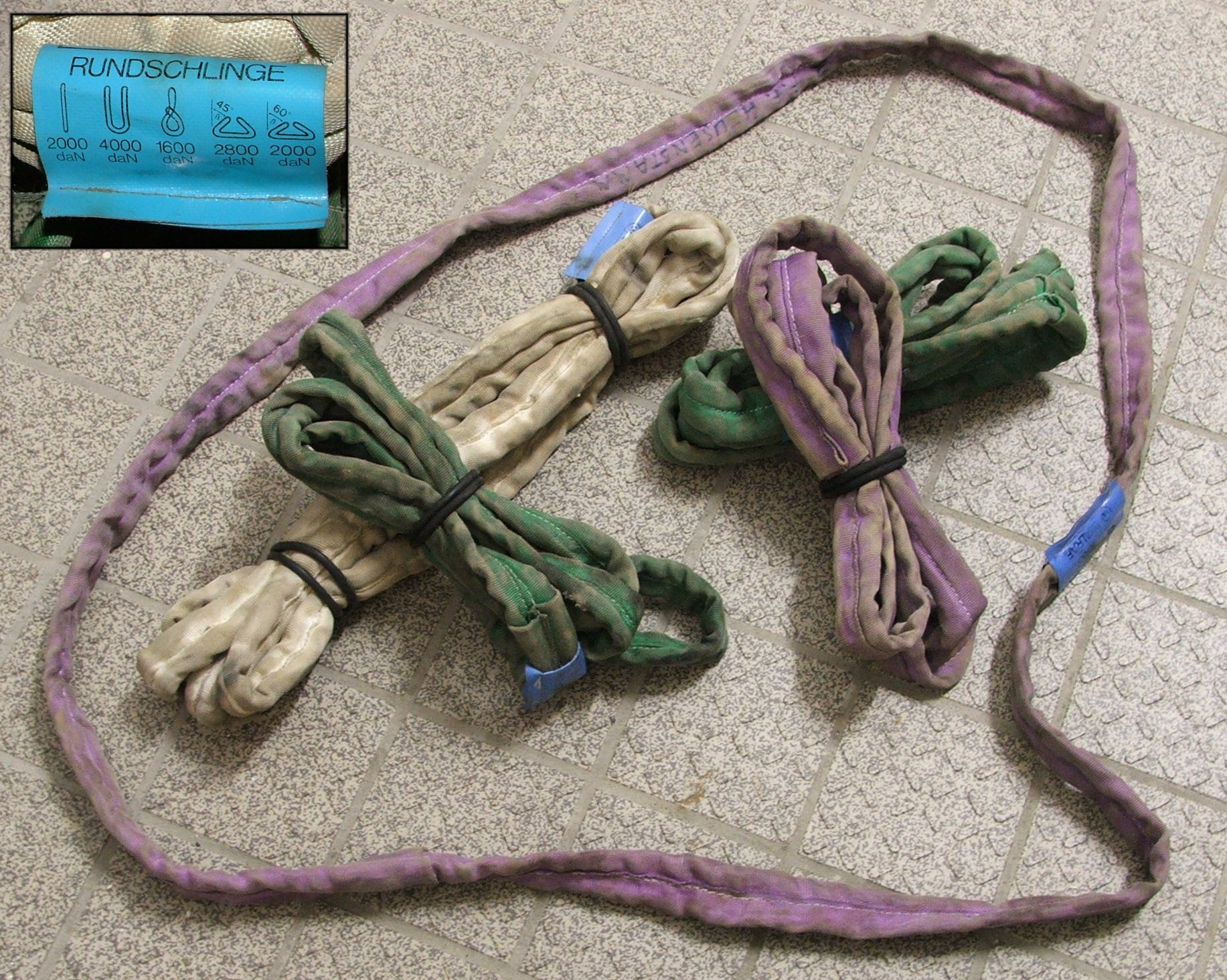
Textile Rundschlingen

Eine Rundschlinge (auch Schlupf oder Endlosschlinge genannt) ist eine Hebeschlinge und dient als Anschlagmittel (siehe auch: Stropp). Rundschlingen bestehen aus einem tragenden Kern aus endlosem Multifilament und einem schützenden äußeren Gewebe-Mantel. Das Filament wird zu einem meist mehrere Meter langen Ring gewickelt, anschließend in den Mantel eingelegt und vernäht.
Rundschlingen sind leicht, handlich und flexibel, so dass sie sich den Konturen einer Last anpassen und gleichzeitig für Tragfähigkeiten von bis zu 400 Tonnen ausgelegt sein können.
Anschlagmittel, die im Gegensatz zu den Rundschlingen aus flach gewebtem und vernähtem Gurtband bestehen, werden als Hebeband bezeichnet. Hebebänder, die ebenso wie Rundschlingen als Hebeschlinge, also in Ringform konfektioniert werden, werden als Endlos-Hebeband oder Bandschlinge bezeichnet.

## Material
Beschichtungen, Umhüllungen oder eingewebte Rippen aus Hochleistungs-Polyester können den Verschleiß des Schutzschlauchs von Schlauchbändern mindern. Die Reißfestigkeit kann auch durch eingewebten Textildraht erhöht werden.

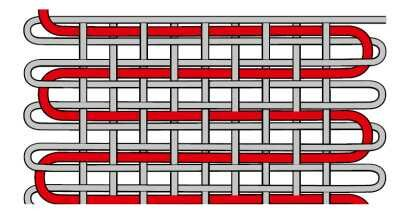
Eingewebter Textildraht

### Textile Rundschlingen
Textile Rundschlingen bestehen aus hochfesten Multifilamentgarnen aus Polyester (PES), Polyamid (PA) oder Polypropylen (PP).
Ein Schlauchband besteht aus einem tragenden Multifilament-Kern und einen schützenden äußeren Mantel. Der Kern darf jeweils nur aus einem einzigen Material bestehen. In der Regel werden sie aus hochfestem, licht- und wärmestabilisiertem PES-Multifilament gefertigt, das endlos gewickelt wird. Der Schutzmantel einer Rundschlinge besteht oft aus nahtlos gewebtem, imprägniertem Polyestergewebe.
Rundschlingen aus Polyester und Polyamid dürfen im Bereich von - 40 °C bis +100 °C eingesetzt werden, Rundschlingen aus Polypropylen nur bei - 40 °C bis + 80 °C.

### Rundschlingen mit Drahtseileinlage

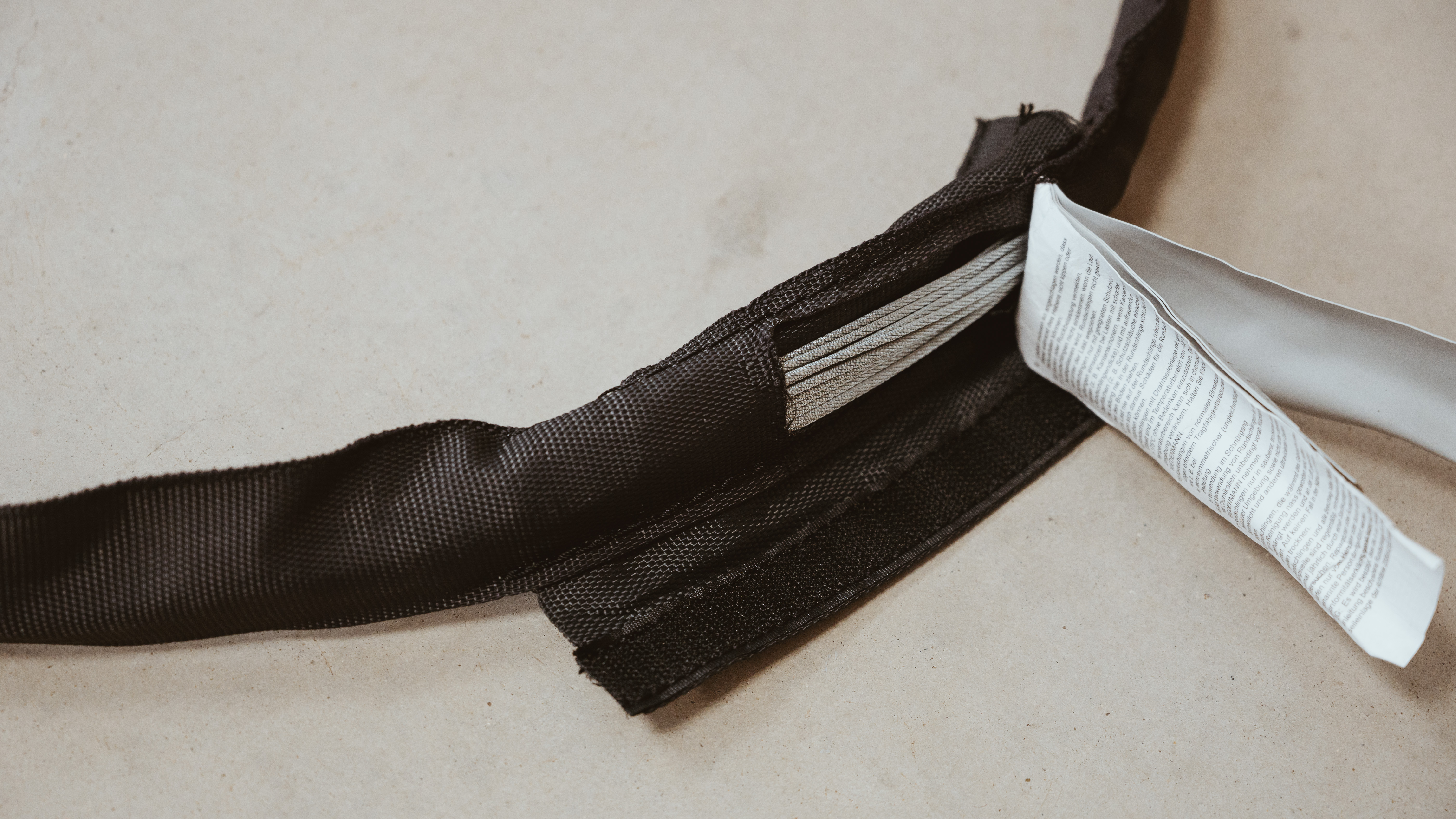
Drahtseil-Multifilament einer Rundschlinge im PES-Mantel

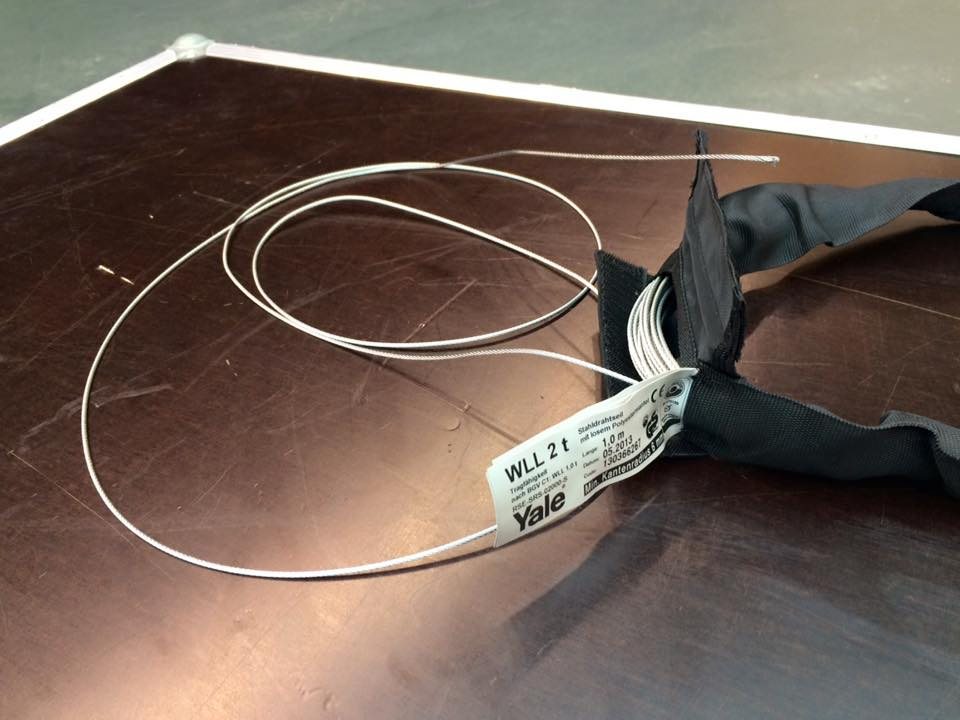
Abgelegte (ausgemusterte) Rundschlinge mit beschädigter Drahtseileinlage

Bei Halte- und Hebevorgängen im Theater-, Bühnenbau und in der Veranstaltungstechnik werden neben textilen Anschlagmitteln auch Rundschlingen mit Drahtseileinlage eingesetzt (Steelflex). Sie bestehen aus einem oder mehreren endlos gelegten Rundlitzenstahlseil(en) in einem Polyestermantel. Durch die brandbeständige Stahleinlage kann in vielen Fällen auf eine Sekundärsicherung verzichtet werden.

## Verwendung
Welche Form von Anschlagmittel die richtige ist, hängt vom Einsatz ab, z. B. ob die Last kompakt oder großvolumig ist, feste Anschlagpunkte hat, die Oberflächen empfindlich sind oder ob die Last scharfe Kanten hat. Mit Rundschlingen können Lasten gehoben werden, die keine festen Anschlagpunkte besitzen.
Extreme Temperaturen oder aggressive Substanzen – wie Säuren oder Laugen – können die Haltbarkeit der Textilbänder verringern oder den Einsatz unmöglich machen.
Durch ihre Flexibilität können sich Rundschlingen gut an die Form der Last anpassen. Rundschlingen können dabei auf mehrere Arten angeschlagen werden, etwa als einzelner Strang, umgelegt (Hängegang), geschnürt (Schnürgang) oder in Kombination mit mehreren Rundschlingen. Durch die Anschlagart kann sich die Tragfähigkeit der Rundschlinge erhöhen oder verringern.

### Ablegereife
Als Ablegereife wird der Abnutzungsgrad bezeichnet, an dem Anschlagmittel ausgesondert werden sollen.
In der Regel sind Rundschlingen ablegereif, wenn sie eines der folgenden Kriterien erfüllen:
- Fehlende oder nicht mehr lesbare Kennzeichnung, die Aufschluss über Hersteller, Normen und Tragfähigkeit gibt
- Risse, Garnbrüche oder Einschnitte im Gewebe von mehr als 10 % des Querschnitts oder Löcher im Mantel (z. B. aufgrund Hitzeeinwirkung durch Funken, Schweißperlen o. ä.)
- Beschädigung der tragenden Nähte bzw. der Ummantelung oder ihrer Vernähung
- Verformung durch Wärmeeinfluss (Reibung, Strahlung)
- Schäden infolge Einwirkung aggressiver Stoffe wie Säuren und Laugen.
- Verformungen, Anrissen, Brüchen oder anderen Beschädigungen an Beschlagteilen

## Tragfähigkeit
Neben dem Etikett gibt häufig die Farbcodierung des Bandes nach EN 1492-2 Auskunft über die  Nenntragfähigkeit (WLL) im geraden (vertikalen) Zug. Die tatsächliche Tragfähigkeit hängt von der Anschlagart ab.

## Normen und Vorschriften
Beim Heben von Lasten müssen in Deutschland außer dem europäischen Recht einige zusätzliche Regelungen beachtet werden. Grundsätzlich gelten die folgenden Bestimmungen für textile Anschlagmittel:
In Europa
- Maschinenrichtlinie 2006/42/EG
- EN 1492-1 Hebegurte aus Chemiefasern[10]
- EN 1492-2 Rundschlingen aus Chemiefasern[11]

In Deutschland zusätzlich
- Betriebssicherheitsverordnung
- BGR 500 Betreiben von Lastaufnahmeeinrichtungen im Hebezeugbetrieb, Kap. 2.8 (vormals UVV VBG 9a)[1]
- ZH 1/324
- Werksnormen

| Farbe               | Eine Rundschlinge | Eine Rundschlinge | Eine Rundschlinge       | Eine Rundschlinge       | Eine Rundschlinge       | Zwei Rundschlingen | Zwei Rundschlingen | Zwei Rundschlingen | Zwei Rundschlingen |     |
| Farbe               | direkt            | geschnürt         | umgelegt, umgeschlungen | umgelegt, umgeschlungen | umgelegt, umgeschlungen | direkt             | geschnürt          | direkt             | geschnürt          |     |
| Farbe               | 0°                | 0°                | 0°                      | bis 45°                 | 45° – 60°               | bis 45°            | bis 45°            | 45° – 60°          | 45° – 60°          |     |
| ------------------- | ----------------- | ----------------- | ----------------------- | ----------------------- | ----------------------- | ------------------ | ------------------ | ------------------ | ------------------ | --- |
| Farbe               | violett           | 1.000             | 800                     | 2.000                   | 1.400                   | 1.000              | 1.400              | 1.120              | 1.000              | 800 |
| grün                | 2.000             | 1.600             | 4.000                   | 2.800                   | 2.000                   | 2.800              | 2.240              | 2.000              | 1.600              |     |
| gelb                | 3.000             | 2.400             | 6.000                   | 4.200                   | 3.000                   | 4.200              | 3.360              | 3.000              | 2.400              |     |
| grau                | 4.000             | 3.200             | 8.000                   | 5.600                   | 4.000                   | 5.600              | 4.480              | 4.000              | 3.200              |     |
| rot                 | 5.000             | 4.000             | 10.000                  | 7.000                   | 5.000                   | 7.000              | 5.600              | 5.000              | 4.000              |     |
| braun               | 6.000             | 4.800             | 12.000                  | 8.400                   | 6.000                   | 8.400              | 6.720              | 6.000              | 4.800              |     |
| blau                | 8.000             | 6.400             | 16.000                  | 11.200                  | 8.000                   | 11.200             | 8.960              | 8.000              | 6.400              |     |
| orange              | 10.000            | 8.000             | 20.000                  | 14.000                  | 10.000                  | 14.000             | 11.200             | 10.000             | 8.000              |     |
| orange              | 12.000            | 9.600             | 24.000                  | 16.800                  | 12.000                  | 16.800             | 13.400             | 12.000             | 9.600              |     |
| Tragfähigkeit in kg |                   |                   |                         |                         |                         |                    |                    |                    |                    |     |